# Simão Fidati
Simão Fidati O.S.A (Cássia, c. 1295 – Florença, 2 de fevereiro de 1348), conhecido também como Simão de Cássia, foi um presbítero italiano, pertencente à Ordem dos Eremitas de Santo Agostinho. Promotor de uma teologia afetiva, baseada na espiritualidade agostiniana e oposto ao método escolástico, ele é considerado o precursor da Devotio Moderna. Ele foi beatificado em 1833 pelo Papa Gregório XVI e sua memória é celebrada no dia 16 de fevereiro.

## Biografia
A vida de Simão é conhecida por meio de um escrito composto por seu discípulo, Giovanni da Salerno, logo após sua morte.
Ele nasceu entre 1280 e 1295 em Cássia (Úmbria), provavelmente na família Fidati. Tendo iniciado os estudos seculares, conheceu Angelo Clareno, líder dos Franciscanos Espirituais, que o convenceu a dedicar-se às ciências sagradas. Simão então entrou para o convento agostiniano em sua cidade natal.
Após sua ordenação, aprofundou seus conhecimentos nas Sagradas Escrituras e na teologia, sem nunca aceitar qualquer título acadêmico. Ele se preparou assim para a pregação e direção espiritual, que constituíram a maior parte de suas atividades durante vinte e sete anos, em Perúgia, Siena, Florença, Bolonha, Pisa e Roma. A companhia deste homem sedento de solidão e meditação era procurada tanto por clérigos como por leigos, em particular artistas (Taddeo Gaddi, aluno de Giotto) e políticos (Tommaso Corsini).
Por volta de 1333, ele fundou duas comunidades femininas: uma para meninas e outra para mulheres arrependidas (convertidas), em Florença. Em Cássia, ele também fundou uma associação de leigos piedosos, os "Amigos do Bom Jesus", que mais tarde Santa Rita de Cássia viria a conhecer antes de se tornar uma freira agostiniana. Ele morreu em Florença, vítima da grande peste, em 2 de fevereiro de 1348. Suas relíquias repousam na Basílica de Santa Rita, em Cássia. Em 1833, foi beatificado pelo Papa Gregório XVI.

## Milagre Eucarístico

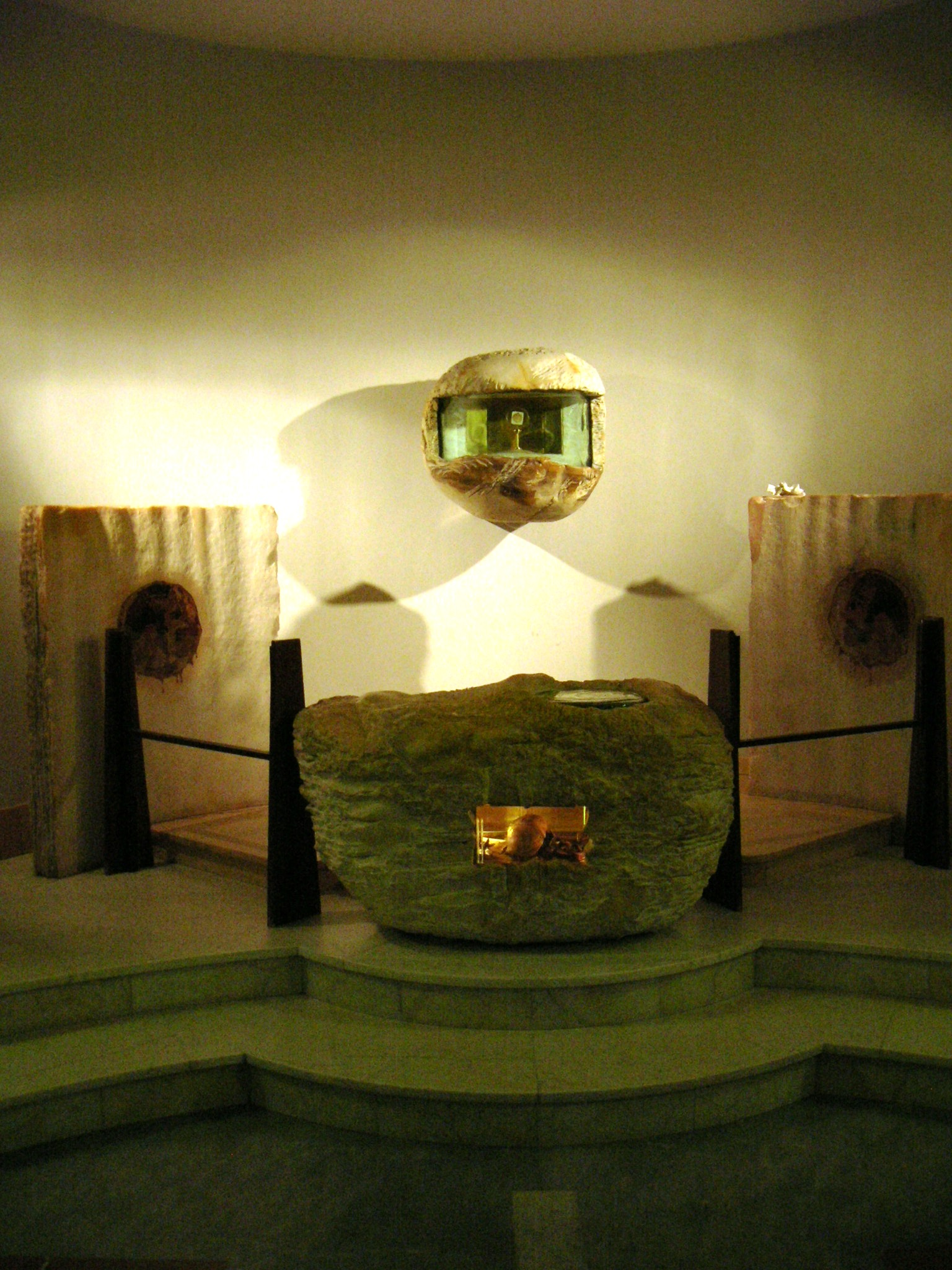
Altar do milagre eucarístico com as relíquias do Beato Simão Fidati, cripta da Basílica de Santa Rita de Cássia

O milagre eucarístico de Cássia ocorreu em 1330, em Siena. Naquele ano, um padre, chamado para ajudar um camponês moribundo, colocou a hóstia consagrada numa das páginas de seu breviário. Depois de ouvir a confissão do doente, ele abriu o livro e viu que a hóstia estava escorrendo sangue e grudada no papel. O padre disse que retornaria mais tarde e foi falar com o irmão Simão Fidati, que estava pregando na cidade.
Simão tomando conhecimento do caso, trouxe consigo duas páginas ensanguentados com a hóstia liquefeita, com o consentimento do padre e passou a pregar sobre a presença transubstanciada de Jesus na Eucaristia. Ao retornar à Úmbria, ele deixou uma parte da página ensanguentada no convento de Perúgia e levou outra página, aquela com a hóstia estava liquefeita em sangue, para seu convento de Cássia. Desde então, começou a veneração pública do milagre, que está exposto na Basílica de Santa Rita de Cássia, junto ao túmulo do Beato Simão.

## Posteridade
Além de uma copiosa coleção de cartas (Epistolario) nas quais sua doutrina é condensada, Simão Fidati deixou duas obras notáveis: De gestis Domini Salvatoris, um comentário completo sobre os Evangelhos, escrito em 1328, e L'ordine della vita christiana, um guia de espiritualidade ascético, destinado a almas simples, iniciado por volta de 1333.
Sua obra foi continuada por Giovanni da Salerno, e seu pensamento difundido por seus irmãos agostinianos, o que explica a influência que sua espiritualidade pôde exercer, algumas décadas depois, no caminho místico de Santa Rita de Cássia. Simão aparece assim como a personalidade mais importante da escola agostiniana do século XIV, ainda que a sua amizade com Angelo Clareno e a originalidade da sua teologia o pudessem tornar suspeito aos olhos dos críticos, alguns até suspeitando que fosse um precursor de Lutero. Na realidade, por meio de suas escolhas metodológicas e temáticas, ele anuncia a Devotio Moderna, um amplo movimento de espiritualidade que se desenvolveria nos círculos agostinianos da Holanda, no final do século XIV.

## Espiritualidade
Cristocentrismo, anti-intelectualismo, recolhimento na interioridade, meditação na Escritura e recurso aos Padres da Igreja: essas características da Devotio moderna já estão claramente expressas na obra teológica de Simão Fidati.
Antes de atingir a inteligência, ele quer tocar o coração de seus leitores. Ele, portanto, rejeita o método escolástico, para seguir a linha afetiva traçada pelo agostinianismo medieval. A espiritualidade torna-se assim a base de um ensinamento em que a inteligência do coração prevalece sobre o raciocínio abstrato, ainda que esta exaltação da graça e da vontade seja temperada por uma sábia moderação: para o autor, uma penitência que comprometesse a saúde seria um pecado. O que realmente importa é a humildade, a abnegação, a obediência ao Pai, porque a essência da vida cristã consiste em deixar-se transformar por Deus, imitando Cristo-homem, o Servo Sofredor. É por isso que Simão afirma que é absolutamente necessário tornar-nos semelhantes em alma e corpo a Cristo, como Ele se fez semelhante a nós, se quisermos ser coroados com Ele.
Associada a uma espiritualidade da Cruz, esta christiformitas será encontrada na mística de Santa Rita, bem como no discurso ascético de A Imitação de Cristo, obra clássica da Devotio Moderna. Ela interpreta o ideal da sequela Christi como um desprezo pelo benefício das virtudes passivas, mas também como uma fuga do mundo, em referência às origens eremíticas da ordem agostiniana: em última análise, aos olhos de Simão, o deserto é sempre, para o discípulo, espaço onde necessariamente se realiza a escolha radical e o encontro decisivo com Deus.

## Obras
Sua obra mais importante é De gestis Domini Salvatoris, que ele iniciou em 6 de setembro de 1338 em Roma e à qual dedicou os últimos anos da sua vida. Após sua morte, a obra foi popularizada e adaptada por Giovanni da Salerno. É uma exposição muito detalhada da vida e dos ensinamentos de Cristo, considerado como corpo místico e arquétipo da perfeição. Simão Fidati se recusa a tomar Aristóteles e Platão como guias e toma Cristo como seu único modelo. Com a Encarnação, "a eternidade desceu ao tempo, a imensidão à medida, o infigurável à figura, a saciedade à fome, a fonte à sede".